# Мешканк, Альфред
Альфред Мешканк, немецкий вариант — Альфред Мюсигганг, Альфред Мешканк (в.-луж. Alfred Měškank, нем. Alfred Müßiggang, Alfred Meschkank, 14 октября 1927 года, деревня Дрождзий, Лужица, Германия — 1 января 2016 года, Котбус, Германия) — сорабист, преподаватель, серболужицкий поэт и переводчик.

## Биография
Родился в крестьянской семье в серболужицкой деревне Дрождзий в окрестностях города Будишина. Окончил гимназию после Второй мировой войны в чешском городе Ческа-Липа. С 1948 по 1952 год обучался на педагогическом факультете Вроцлавского университета, по окончании которого получил специальность «преподаватель физики». Преподавал физику и астрономию в Нижнелужицкой гимназии в Котбусе. Занимался переводами с польского и немецкого языков на верхнелужицкий и нижнелужицкий языки. Публиковал свои статьи и переводы польской поэзии на страницах научного журнала «Zeszyty Łużyckie».
Написал самоучитель нижнелужицкого языка для поляков «Zakłady dolnoserbskeje rěcy / Podstawy języka dolnołużyckiego».

## Сочинения
- Wučbnica matematiki za hornjoserbske wyše šule (z Wernerom Rennebergom), 1955
- Zakłady dolnoserbskeje rěcy / Podstawy języka dolnołużyckiego, 2006
- Adam Mickiewicz: basni w serbskich pśełožkach, zestajił Alfred Měškank, Podstupimske pśinoski k Sorabistice, Nr. 10, Podstupim 2013

Переводы на нижнелужицкий язык
- Pójźćo, comy z wami graś. Nimske źiśece gronka a štucki w serbskem woblacenju (2007)
- Adam Mickiewicz: basni w serbskich pśełožkach

Переводы на верхнелужицкий язык
- Achim Mič: Njebjesam blisko, 2008
- Halina Barań: Sćin běłeho ranja, 2011